# Clerlande
Clerlande – miejscowość i gmina we Francji, w regionie Owernia-Rodan-Alpy, w departamencie Puy-de-Dôme.
Według danych na rok 1990 gminę zamieszkiwało 279 osób, a gęstość zaludnienia wynosiła 34 osoby/km² (wśród 1310 gmin Owernii Clerlande plasuje się na 575. miejscu pod względem liczby ludności, natomiast pod względem powierzchni na miejscu 884.).